# 27849 Сююмбіке
27849 Сююмбіке (27849 Suyumbika) — астероїд головного поясу, відкритий 29 жовтня 1994 року.
Тіссеранів параметр щодо Юпітера — 3,592.
Назва за вежею Сююмбіке́ у Казанському кремлі.